# Eugeniusz Kuczyński (inżynier)

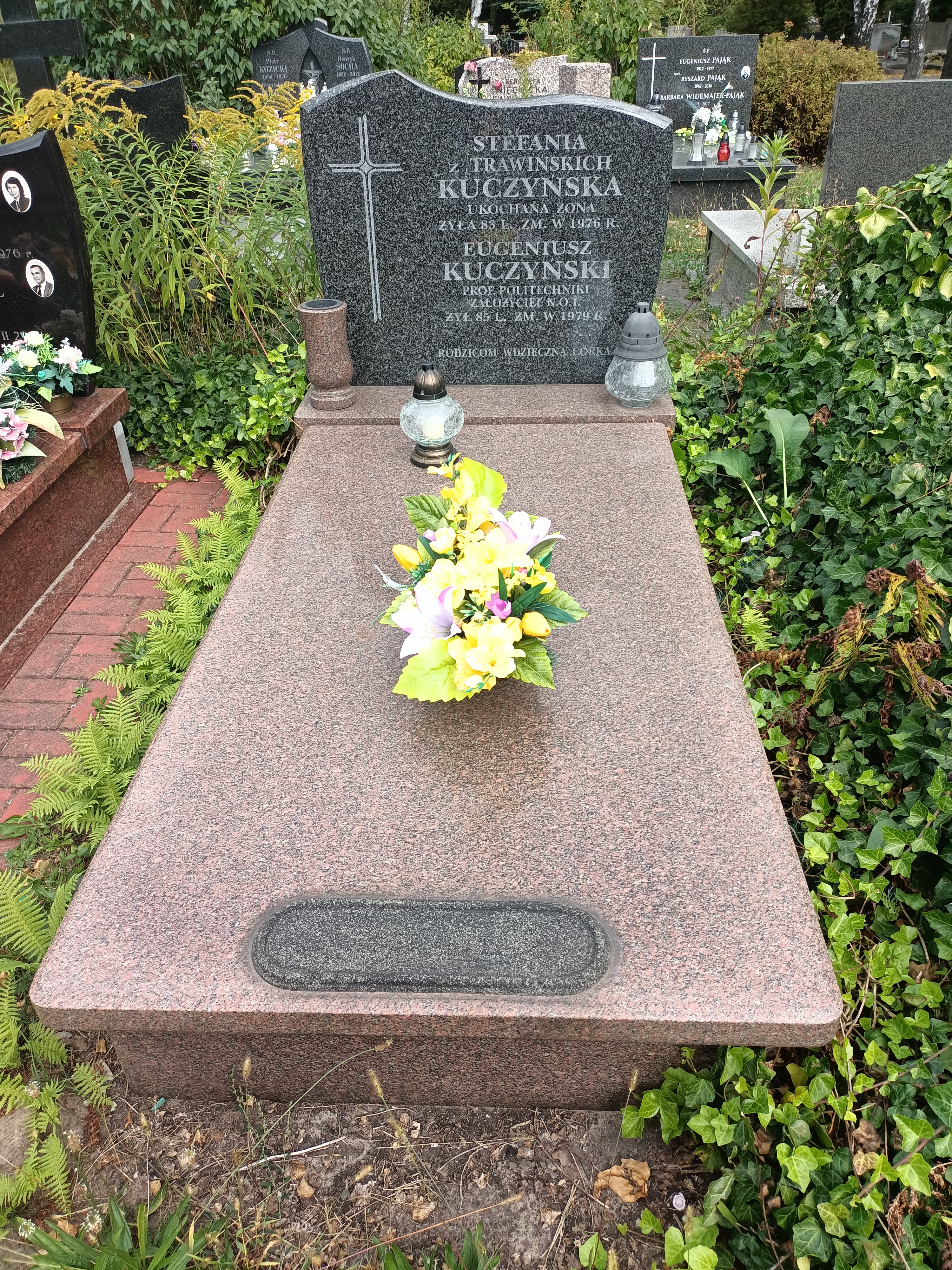
Grób Eugeniusza Kuczyńskiego na Cmentarzu Komunalnym Północnym w Warszawie

Eugeniusz Kuczyński (ur. 1893, zm. 1979) – polski inżynier mechanik.
Absolwent Wydziału Mechanicznego Politechniki Lwowskiej. W 1924 został mianowany profesorem Państwowej Szkoły Technicznej we Lwowie, gdzie prowadził wykłady z obróbki metalu i drewna. Tytuł doktora nauk technicznych uzyskał w 1948 w Politechnice Gdańskiej. 30 marca 1948 został mianowany profesorem 
nadzwyczajnym Katedry Obróbki Metali Politechniki Wrocławskiej, a następnie od 1949 na Wydziale Mechanicznym Politechniki Wrocławskiej, dziekan Wydziału Mechaniczno-Elektrotechnicznego (1947-1949).